# 嵯峨本
嵯峨本（さがぼん）とは、日本の近世初期に行われた古活字本である。慶長年間の後半、本阿弥光悦とその門流が京都の嵯峨で出版した書物を指す。「光悦本」とも呼ばれるが、光悦の関与を疑問視する意見もある。角倉素庵が出版に関与したことから「角倉本」とも呼ばれる。

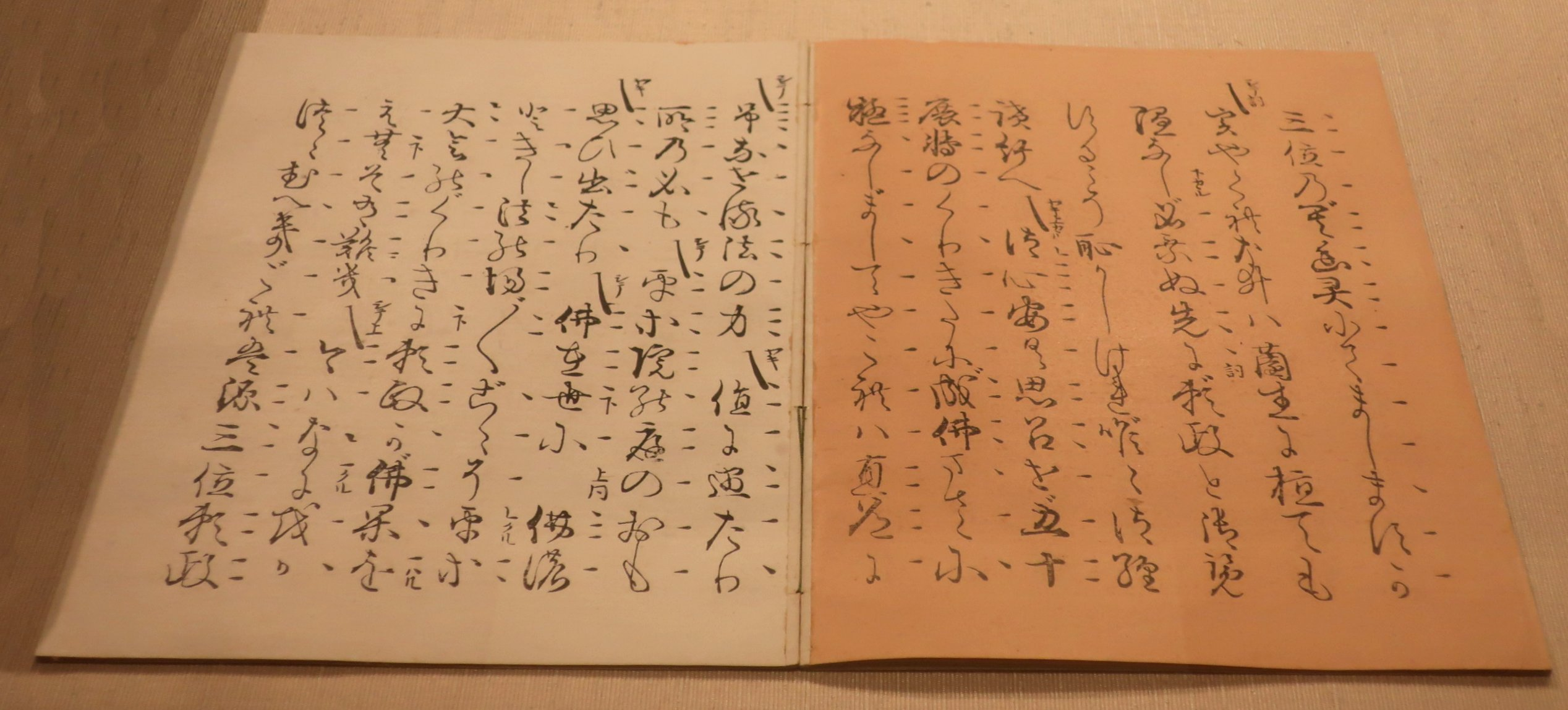
本阿弥光悦作、能「葛城」台本（江戸時代・1615年頃、木版摺り、ホノルル美術館蔵）。

## 概要
16世紀末にキリシタン版や朝鮮半島を通じて活版印刷術が伝わったことに刺激を受けて、日本でも豊臣秀吉や天皇による活字開版、寺院による経典の活字開版が盛んになった。これらの影響をこうむった民間でも開版が行われ坊刻本と総称されるが、その最初期のものの一つが嵯峨本である。当時の京都には富を蓄積した商人、五山版以来の職人、読者層が存在していたことが嵯峨本が生まれた背景である。藤原惺窩ら儒学者とも交友を持った角倉素庵（了以の子）が出版業を思い立ち、本阿弥光悦、俵屋宗達らの協力で出版したものが嵯峨本といわれる古活字本である。

### 嵯峨本、光悦本、角倉本の違い
川瀬一馬は『日本書誌学用語辞典』で、嵯峨本、光悦本、角倉本の違いについて次のように述べている。
光悦本は、
慶長年間、本阿弥光悦が、具引き雲母摺（ぐびきうんもずり）等の美術工芸的な意匠を凝らした料紙を用い、自ずから版下を筆写し て木版印刷を行なった版本をいう。慶長13年刊絵入伊勢物語が最初で、慶長後半に盛んに行なわれた。大部分は活字印刷であるが、新古今和歌集月詠歌巻と三十六歌仙,二 十四孝は整版である。光悦本を嵯峨本ともいうが、「嵯峨本」は光悦より広義となるので、両者を別称した方がよい と思う—川瀬一馬、光悦本、日本書誌学用語辞典
嵯峨本・角倉本については、
光悦本と同意にも用いるが、嵯峨本は光悦自身直接版下などを執筆し、装訂の意匠を凝らしたもの、及びその影響のもとに作られた類品をも含み、広義となるので、別称とした方がよいと考える。これを又「角倉本（すみのくらぼん）」とも称するが、それは角倉了以(素庵)が刊行に関与した（恐らく は出資者）であろうと推察しての所説である。なお素庵もまた光悦風の手蹟を有するので、嵯峨本の版下をも書いたのではなかろうかとも推測してのことである。角倉一族は恐 らく慶長年間の活字印刷に寄与する処があったと思われ、 史記の活字版の一種その他、その仲間の出版かと推せられ るものがある。京都の嵯峨は、角倉の居住地である—川瀬一馬、嵯峨本、日本書誌学用語辞典
としている。

### 嵯峨本13部
内容は古典文学が主で、川瀬一馬は次の13部を嵯峨本と定義した。
『伊勢物語』『伊勢物語聞書（肖聞抄）』『源氏小鏡』『撰集抄』『徒然草』『方丈記』のほか、『観世流謡本』『久世舞三十曲本』『久世舞三十六曲本』『新古今和歌集抄月詠歌集』（整版）『百人一首』『三十六歌仙』（整版）『二十四孝』（整版）が残されている。
なお、『源氏物語』の嵯峨本と伝えられるものは、嵯峨本とするには疑問があるため、『伝嵯峨本源氏物語』と呼ばれている。

### 出版年代
前述13部の跋文刊語や奥書に拠れば、刊行は慶長年間後半期のものが多い。

## 日本文化史における嵯峨本の意義
嵯峨本は、日本の出版史上最も美しい書物とされ、文字の流麗さと表紙や料紙に刷られた雲母模様が大きな特徴である。漢文の書物が中心だった時代において、挿絵入り平仮名交じり本で刊行された。嵯峨本は一部の知識人が読むものだった古典文学を幅広い人々に開放し、仮名交じり本の出版を隆盛に導き、挿絵本の嚆矢として絵本作家の誕生を促すなど、日本文化に大きな役割を果たした。嵯峨本によって読者人口が増えたことで、近世文学が大きく飛躍した。

## 木活字
嵯峨本の文字体は光悦風で、活字は1文字を基本としながらも、2字・3字・4字といった連続した活字を作り、それらの組み合わせによって刷られた。『伊勢物語』では約2100個の活字が作られ、加えて1度しか使わない活字が全体の16%にも及ぶなど制作に手間がかかった。繰り返し版を重ねるには木版印刷の方が容易であることから、やがて木活字は衰え、日本の印刷の歴史は活字印刷から木版印刷に逆行するような形となった。

## 関連本
- 辻邦生『嵯峨野明月記』新潮社、1972年。 - 嵯峨本をテーマにした小説